# マフィアII
『マフィアII』は、チェコのゲーム製作会社イリュージョン・ソフトワークスが発売したコンピュータゲーム。2002年発売のMafia: The City of Lost Heavenの続編で、2K Gamesから発売された。対応機種はプレイステーション3、Microsoft Windows、Xbox 360である。
本作は2007年8月に発表されたが、開発の遅れもあり発売は北米では2010年8月24日。オーストラリア、欧州等のPAL圏では、2010年8月27日に発売開始された。
2020年にはリマスター版である「Mafia II コンプリート・エディション」(Mafia II: Definitive Editon、Mafia II:DE)が発売され、対応機種はPC版は従来通りWindowsだが、家庭用機はプレイステーション4とXbox Oneになった。またMafia II:DE発売により、2010年版は区別するために便宜的にクラシック (Classic) と呼ばれている。

## 概要
ジャンルはオープンワールド型クライムアクションゲーム。
主人公は幼い頃に両親に連れられシチリアからアメリカへと渡った移民の息子で、裏社会での成り上がりを目論むヴィト・スカレッタ。彼の移民先で架空の町であるエンパイア・ベイを舞台に、ヴィトが街の小悪党からマフィアの一員となり、様々な対立や駆け引きの末に追い詰められていく物語が描かれている。時代設定は前作は禁酒法末期～禁酒法後にあたる1930年代であったが、二作目となる本作では第二次世界大戦中～大戦後となる1943年、1945年2月、1951年4月～9月とされた。これは前作から10～20年ほど先の時代になり、作中に登場する自動車や風俗、社会情勢が変化しており、物語の背景となる史実の出来事も時代設定に応じたものになっている。
マップ(空間)はオープンワールドながら、本編の物語進行はフリーロームではなくミッション形式となっているのは前作と同じ。前作と比べマップ内の移動中に自由に利用できる店舗が増え、また本編進行中に別のことでお金を稼いだり、稼いだお金を使って店でアイテムを入手できるなど、本編進行中にできることは増えている。
グラフィックは前作よりも精細になり質感が向上し、PhysXによる物理演算でコートや上着が揺れるなど表現も豊かになった。

## ゲームシステム
- 街にあるレストラン・ダイナー・ガソリンスタンド・衣料品店・銃器店・自動車整備工場が利用可能である。
- 窓や冷蔵庫を開けたり、水道の水を流したり、車のトランクやボンネットを開けたり、明かりを消したりなどと細かい部分まで再現されている。
- 車の改造・修理も整備工場で可能。但し、大型トラック、バス、警察車両の整備は拒否される。
- 車は各自宅にあるガレージに最大10台まで保管が可能で、DLCの車両はその10台とは別枠で保管される。車庫内で有料での修理もできる。大型車両や警察車両の保管は不可。
- 路上駐車されている自動車を盗むさいに窓ガラスを割る動作がある(ただしオープンカーと大型車は例外)。また、道具を所持していればドアの鍵を開けて盗むことも出来る。
- 体力は、自動回復制を採用しているが、負傷の度合いによって回復量の差が出る。また、飲食をすると、体力が完全に回復される(ただし、アルコール系の飲み物は回復しない)。

## 手配レベル
- 主人公が、街中で車の窃盗、銃の所持と発砲、スピード違反、一般人や警官の殺害（ひき逃げを含む）、交通事故を起こす（一般車と警察車両との接触事故）ところを警察官に目撃されると手配されることになる。手配レベルが2以下の場合は、罰金や賄賂を払うことで見逃してもらえるが、手配度が3以上になると、警官に発砲される。また、服装手配と車両手配の2種類が存在する。車両手配は車を乗り捨てるかナンバープレートを変え、服装手配は服を着替えることで解除される。あるいはエンパイア警察本部のデバド巡査部長に電話をかけ、500ドルを彼に支払うことで服装と車両両方の手配が解除される。

## 登場人物

### 主人公・家族
ヴィットリオ・アントニオ・“ヴィト”・スカレッタ（Vittorio Antonio "Vito" Scaletta)本作の主人公。1925年生まれ。シチリア出身で4歳で家族ともどもアメリカに移民する。18歳のときにとある事件を犯して逮捕され、イタリア出身であることから第二次世界大戦に従軍させられることとなった。ハスキー作戦を経験、その後負傷し、1945年2月8日アメリカに帰国する。そこでジョーに誘われるままにマフィアの世界に入る。貧しい少年時代を送り、父親の惨めな最期を見てきたことから豊かな生活への憧れは強い。楽天的な性格ではなく麻薬ビジネスを好まない。かなりの二枚目で女受けがいい。登場人物や話の流れとしては、一作目であり前作となるMafia: The City of Lost Heavenにも登場している。但しその時点では本作は企画としても存在せず、声や造形は異なっており名前も無かった。本作の続編となるマフィア IIIにも登場する。
フランチェスカ・“フラン”・スカレッタ（Francesca "Franny" Scaletta）ヴィトの姉。ヴィトからはフランと呼ばれる。1921年生まれ。トラゴ石油という会社で簿記の仕事をしている。ストーリー中盤で結婚する。
マリア・スカレッタ（Maria Scaletta）ヴィトとフランチェスカの母親である。ストーリー中盤で病死。敬虔なカトリック信徒である。
アントニオ・スカレッタ（Antonio Scaletta）ヴィトとフランチェスカの父親。故人。移民としてアメリカにやってきたが成功せず、港湾労働者として働きながら酒に溺れる日々が続いた。1943年に泥酔して港から転落し溺死したが、実はデレクによって殺されていたことが明らかになった。
エリック・ライリー（Eric Reilly）フランチェスカの夫。結婚後も遊び歩いており、フランチェスカに暴力を振るうなどしている。後にヴィトによって怒りの鉄拳をくらう。

### 友人
ジョー・バルバロ（Joe Barbaro)1924年生まれ。ヴィトと幼馴染で友人でもある。マフィアの世界に顔が利く。感情的になりやすい性格であると共に、友人思いの人物である。ヴィトが交通違反をすると、口やかましく注意する。ヴィトが逮捕された直後、ルカに命を狙われ五年間エンパイア・ベイを離れる。ジョー・バーバロと表記されることもある。かなりのカーマニアで、頻繁に車を買い替えている。DLCの「ジョーの生きざま」では主人公となり彼を操作することになる。ヴィトと同じく一作目にも登場し、また続編のマフィア IIIにあるシーンだけ登場する。
ヘンリー・トマシーノ（Henry Tomasino)1911年生まれ。クレメンテ・ファミリーの一員。シチリア出身であるが、ムッソリーニ政権下でのマフィアへの弾圧に伴って父親の手で渡米し、クレメンテの庇護を受けた。クレメンテの死亡後には、ヴィトに仲介してもらいファルコーネ・ファミリーの手伝いをすることになる。ヴィトとジョーの友人でもある。いつも、高級スーツを着用している。DLC「ジョーの生きざま」ではムービーシーンに登場する。

### マフィア
トーマス・"トミー"・アンジェロ（Thomas "Tommy" Angelo）前作Mafia: The City of Lost Heavenの主人公。今作でも彼が出てくるシーンがある。
チュー（Chu）1883年生まれ。中国系移民。トライアドのトップ。後述のガランテとは友人である。
ジュー・ユン・ウォン（Zhe Yun Wong）1903年生まれ。若い頃にアメリカへ移住した。トライアドの幹部。ストーリー中盤にヘンリーと取引をする。
フェデリコ・“デレク”・パパラルド（Federico "Derek" Pappalardo）1903年生まれ。ヴィンチ・ファミリーのカポ。港湾労働組合の組合長でもある。港の倉庫で働いていたヴィトの父親とは知り合いで、上司でもあった。ストーリーの序盤と終盤でヴィトに仕事を依頼する。普段はサウスポートにある事務所にいて、いつも好物であるビーフステーキや肉料理を食べている。高級車限定ではあるが、密輸用に車を買い取ってくれる。
ステファン・“スティーブ”・コイン（Steven "Steve" Coyne）1908年生まれ。ヴィンチ・ファミリーの協力者。イタリア系でないため正式なメンバーではないが、パパラルドのボディガードであり、いつも行動を共にしている。いつもプレイボーイを好んで読んでいる。
カルロ・ファルコーネ（Carlo Falcone）1905年生まれ。ファルコーネ・ファミリーのボス。ヴィトとジョーが正式なマフィアの構成員になった際は彼のファミリーに所属した。元々はモレッティ・ファミリーの幹部であったが、禁酒法廃止後に発生したモレッティとヴィンチとの大規模な抗争においては、ボスを裏切りヴィンチに通じ、間接的に自分のボスを葬り去る一助を担った。モレッティの死後はファミリーを事実上乗っ取り自身のファミリーを立ち上げている。この抗争の経験から、禁酒法時代の酒類と同様に裏社会に巨額の富をもたらす新たな権益が必要と考えている。趣味は天文学、愛読書はマルタの鷹。そこから、自身が経営するバーを "The Maltese Falcon" (ザ・マルチーズ・ファルコン、マルタの鷹の原題)と命名し、巨額の寄付によってプラネタリウムを備えた天文台を建設した。
エディー・スカルパ（Eddie Scarpa）1908年生まれ。ファルコーネの右腕で、ファミリーのアンダーボス。後に、ドンに昇任。アルコールとコーヒーを好んで飲む。いつも、ミッドタウンにある、ファミリー所有のレストラン・バーであるザ・マルチーズ・ファルコンにいる。
レオーネ・“レオ”・ガランテ（Leone "Leo" Galante）1887年生まれ。ヴィンチ・ファミリーの相談役(コンシリエーリ)。1943年から5年間、刑務所に服役した。ヴィトが服役した際、ジョーから彼にコンタクトするように伝言をもらい、知り合った。ヴィトに仕事を依頼する一人でもある。また、刑務所内では豪華な個室が与えられ、刑務所長を含む刑務官と囚人の両方に大きな影響を与えていた。私邸はヒルウッドにある。ヘンリーによって命を狙われるがヴィトによって助けられ、一時期エンパイア・ベイを離れる。ヴィトのことを時折、Kiddo(若いの)と呼ぶ。続編のマフィア IIIにも登場する。
ジュゼッペ・“ぺぺ”・コスタ（Giuseppe "Pepe" Costa）1905年生まれ。ガランテの用心棒である。1927年から1947年まで、刑務所に服役した。
フランク・ヴィンチ（Frank Vinci）1885年生まれ。ヴィンチ・ファミリーで長期間に渡りボスを務めている老人で、エンパイア・ベイのマフィアの中では長老格である。禁酒法後の権益をめぐりモレッティと大規模な抗争の末に勝利し現在の地位を確固とした。ドラッグの取り引きを禁じている。前作に登場したドン・エンニオ・サリエリとは親友同士。
ルカ・グリノ（Luca Gurino）1906年生まれ。クレメンテ・ファミリーのカポ。ケチな性格。与えられた仕事をこなせずにいるため、ボスである、クレメンテからの信頼が著しく低い。
アルベルト・クレメンテ（Alberto Clemente）クレメンテ・ファミリーのボス。カポであるルカの仕事振りが良くないため、いつも叱責している。1897年生まれ。:
トマソ・モレッティ (Tomaso Moretti)モレッティ・ファミリーのボスで本編開始時点で故人。エンパイア・ベイを代表するボスの一人だったが、巨額の利益を裏社会にもたらした禁酒法が廃止となり新たな権益を模索する中で、ヴィンチ・ファミリーと対立し大規模な抗争を行った。抗争が激化する中で腹心のカルロに裏切られ、愛車に仕掛けられた爆弾により死亡。1933年没。一作目のリメイクであるマフィア コンプリート・エディションでは、彼の爆殺を伝える新聞記事を読むことが出来る。

### その他
マルティン・“マーティ”・サントレッリ（Martin "Marty" Santarelli）1934年生まれ。ジョーとは幼馴染み。ギャングに憧れており、ジョーを通じてファミリーの様々な雑用を引き受けている。ジョーは彼のことを弟のようにかわいがっており、危険な目にあわせないよう簡単な仕事しかさせていない。
ブルーノ・レヴィン（Bruno Levine）サウス・ポートで高利貸しをしているユダヤ人。過去には、ヴィトの父親にも2000ドルを貸していた。裏で街の外のマフィアと繋がっているようで、資金もそこから出ている。それゆえか返済期限を守らない人間には厳しく、様々な逸話が語られている。
アンドレアス・“エル・グレコ”・カラファンティス（Andreas "El Greco" Karafantis）国籍離脱したギリシャ人の闇医師。エル・グレコは偽名。主に普通の病院で治療するのが困難なマフィア・メンバーの診療を行っている。ヘンリーやジョーとは以前からの知り合いである。
ナサニエル・ハロルド・“ハリー”・マースデンIII世（Nathaniel Harold "Harry" Marsden III）第二次世界大戦に参戦した退役軍人で、現在はキングストンで武器ショップを経営している。ストーリー序盤でヴィトがMG42を取りに来た際、彼が戦争経験者なのを聞き親近感を抱いていた。
ジュゼッペ・パルミンテリ（Giuseppe Palminteri）リトルイタリーにあるアパートの1室で、ピッキング道具を販売している中年の男。物語序盤でヴィトはジョーの紹介で知り合う。ストーリーが進むと、火炎瓶やリボルバー、改造ガバメントを購入することが出来るようになる。
マイク・ブルスキー（Mike Bruski）スクラップ場を経営している初老の男。ヴィトは物語の序盤でジョーの紹介で知り合う。以降、車をここに持ち込みスクラップにすれば、一台につき400ドル程度を稼ぐことができる。
ジミー二つのDLCで主人公となる傭兵。
フランチェスコ・ポテンツァ (フランキー・ポッツ)第7章でエディーが「連れていた」人物であり同章の題名にもなっている。その正体はFBI捜査官。マフィアの捜査に及び腰なフーバー長官の態度に業を煮やし、エンパイア・ベイの犯罪組織に対し単独で内偵を行っていた。元々は公式サイトで展開されていたプロモーション企画となる "The Story of Frankie Potts" の主人公で、彼の物語を読むことで本作の世界観や人物関係などを知っていくというものだった。

## ファミリー
エンパイア・ベイにはイタリア系犯罪組織であるファミリーが3つあり、さらに各ファミリー傘下の構成員らが枝葉の組織を束ねている。これらファミリーはコミッション(合同委員会)を組織し互いの利害を調整しており、それによって表立った争いは起きていない。
ファルコーネ・ファミリーカルロ・ファルコーネがボス。イタリア系の組織ながら従来の慣習にはとらわれず、新たな資金源を求めて活動している。元々はモレッティ・ファミリーだったが、登場人物の項目で述べた通りカルロが事実上これを乗っ取り自身のファミリーとした。
クレメンテ・ファミリーアルベルト・クレメンテがボス。エンパイア・アームズ・ホテルを手中に収め合法非合法を問わず手広くビジネスを行っている。利権を巡ってファルコーネ・ファミリーと対立している。
ヴィンチ・ファミリーフランク・ヴィンチがボス。ヴィンチがボスであることから昔気質の組織であり、港湾組合と労働者を支配下に置くなど昔ながらのビジネスを行っており、またヴィンチの方針でエンパイア・ベイでは麻薬取引は御法度であり厳しい態度で臨む。

## ギャング
エンパイア・ベイの各地域にはそれぞれストリートギャングが存在する。ギャングメンバーに対し攻撃（交通事故含む）すると、周辺の同ギャングメンバーからも攻撃される。
ボマーズアフリカ系移民のグループ。
オニールギャングキングストンを拠点にする、アイルランド系移民のグループ。
グリーサーズ北ミルビルを拠点にする、エンパイアベイの不良グループ。ホットロッドと呼ばれる車を乗り回している。
エンパイアベイ・トライアド
中国系移民のメンバーで占められている。リーダーは、ミスター・チュー。中華街が拠点である。

## エンパイア・ベイ
- ニューヨーク・サンフランシスコ・シカゴ・ボストンをモデルとした大都市である。

### エリア
- チャイナタウン

中華街。エリア内の看板は漢字で書かれている。トライアド幹部のウォンが経営している、レッド・ドラゴン・レストランやSeaGift Fishing Co.がある。
- ディプトン
- イーストサイド
- ウェストサイド
- ポート
- ハイブルック
- ハンターズ・ポイント
- キングストン

ハリーが経営する、武器ショップがある。
- リトルイタリー

ジョーが暮すアパートやクレメンテが経営するバー等があるイタリア人街。
- ミッドタウン

様々な店舗や高層ビルが立ち並ぶビジネス街。
- 北ミルビル
- 南ミルビル
- オイスター・ベイ

マーティのアパートがある。
- リバーサイド
- サンドアイランド

エンパイア・ベイの西に位置する地域で工業地帯。ミッドタウンとは、トンネルで、繋がっている。
- サウスポート

港湾地区。デレクが組合長を務める港がある。
- グリーンフィールド

住宅街。トミーとヴィトの自宅がある。ミッドタウンとは橋で繋がっている。
- ヒルウッド

ロサンゼルスのハリウッドを模した地区であり高級住宅街である。レオの私邸がある。
- アップタウン

### 交通機関
- 市内には、シティーバス、タクシー、高架電車、地下鉄があるが、前作と異なりプレイヤーはいずれも利用できない。

### ランドマーク

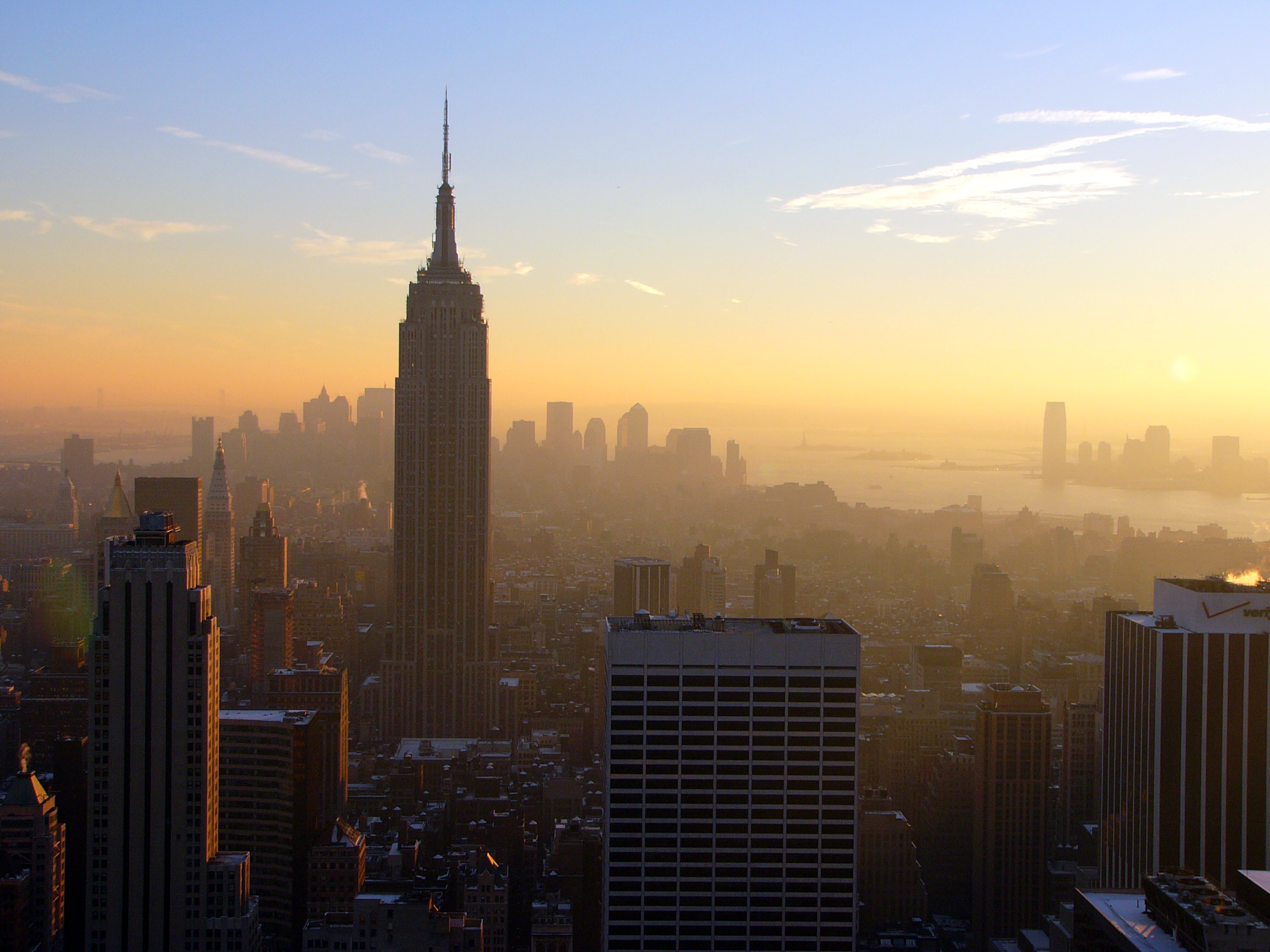
エンパイア・ステート・ビル

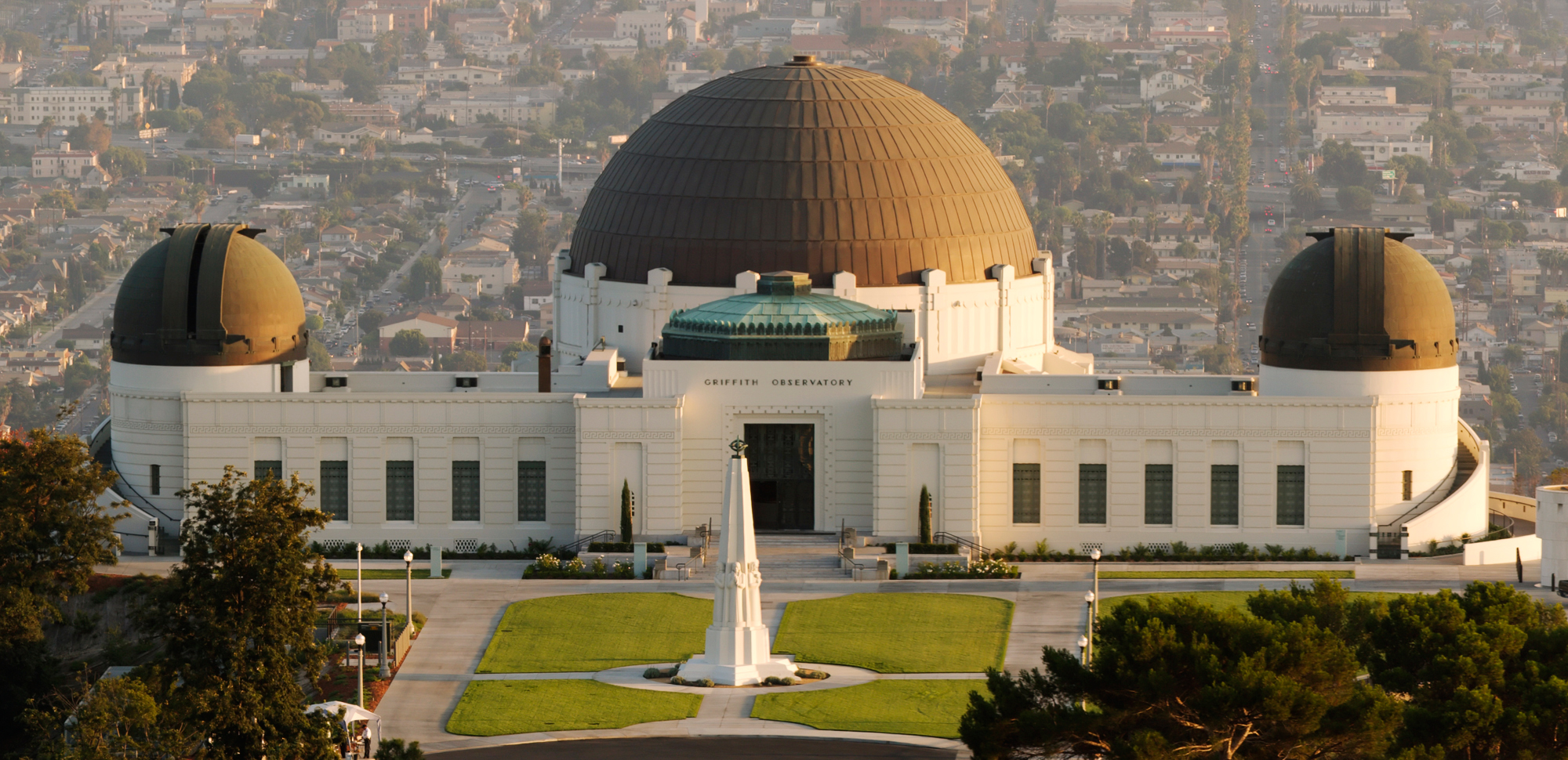
グリフィス天文台(リニューアル前)

リンカーン・パーク
エンパイア・ベイのオアシスである公園。モデルは、ニューヨークにあるセントラル・パークである。名前は、シカゴにあるリンカーン・パーク (コミュニティ・エリア)がモデル。
エンパイア・アームズ・ホテル
モデルは、ニューヨークにあるレバーハウス。ヘンリーが暮す高級ホテルである。
グランド・アッパー・ブリッチ
ニューヨークのブルックリン橋を模している巨大な橋。
エンパイア・ベイ・ビルディング
ニューヨークのエンパイア・ステート・ビルディングを模している超高層ビル。
アルバー・ビルディング
ニューヨークのクライスラービルを模している。
Zavesky Observatory

モデルは、ロサンゼルスにある、グリフィス天文台。最終ミッションで行くことになる。
ドック
モデルは、Brooklyn Shipyards。
ヒル・ウッド・サイン
モデルは、ハリウッド・サイン。
Highbrook Bridge
キングストン・スタジアム
モデルは、ヤンキースタジアム
サウスポート・トンネル
サウスポートとサンドアイランドとを結ぶトンネル。モデルは、ボストンにある、Sumner Tunnel。

### 店舗
市内にはダイナー、バー&レストラン、ガソリンスタンド、衣服店、武器屋、自動車整備工場が、多数ある。また、飲食店では、同じ食べ物と飲み物の値段が店により異なっている。

## ラジオ局
番組は、車のカーラジオ、自宅のラジオで聞くことが可能である。1940年代と50年代のオールディーズの曲が流れている。上の登場車両と同じく季節や時代によってラジオから流れてくる曲が違う。音楽以外ではニュースが流れており、作中で起きた大きな事件や、歴史上の出来事に関連したニュースが伝えられる。例えば1945年2月のストーリーでは第二次世界大戦中のため、ニュースで戦争の状況を伝えている。また、各ミッション終了後はヴィトが起こした事件を速報する。ただし、チャプター1とチャプター6、チャプター15は例外。

### Empire Central Radio
(1945年)
- Dinah Shore and Buddy Clark - Baby It's Cold Outside
- The Andrews Sisters - Boogie Woogie Bugle Boy
- Dinah Shore - Buttons and Bows
- ペギー・リー - Happiness is a Thing Called Joe
- Farrell Draper - Held for Questioning
- ビング・クロスビー - I Haven't Time To Be A Millionaire
- ビング・クロスビー - I've Got A Pocketful Of Dreams
- デューク・エリントン - It Don't Mean a Thing
- Freddy Friday - Java
- ディーン・マーティン - Let It Snow
- ビング・クロスビー - Pennies from Heaven
- Kay Kyser and His Orchestra - Praise the Lord and Pass the Ammunition
- The Andrews Sisters - Rum and Coca Cola
- ベニー・グッドマン - シング・シング・シング
- The Andrews Sisters - Straighten Up and Fly Right
- The Andrews Sisters - Strip Polka
- Thomas A. Dorsey - The Dipsy Doodle
- ビング・クロスビー - The Pessimistic Character
- The Andrews Sisters - There'll Be a Hot Time in the Town of Berlin
- The Andrews Sisters - Victory Polka
- ペギー・リー - Why Don't You Do Right

(1951年)
- バレット・ストロング - Money
- ビル・ヘイリー - ロック・アラウンド・ザ・クロック
- ボビー・ダーリン - Dream Lover
- バディ・ホリー - Not Fade Away
- Danny & The Juniors - At The Hop Hop
- デュアン・エディー - Rebel Rouser
- デュアン・エディー - Forty Miles of Bad Road
- デュアン・エディー - キャノン・ボール
- エディ・コクラン - Everybody
- エディ・コクラン - サマータイム・ブルース
- フランキー・ライモン&ザ・ティーンエイジャーズ - 恋は曲者
- リッチー・ヴァレンス - Come on lets go
- ロイ・ハミルトン - You Can Have Her
- ロイ・ハミルトン - Don't Let Go
- The Chords - Sh'Boom
- The Monotones - The Book Of Love

### Empire Classic Radio
(1945年)
- Eddie Lang - Beating The Dog
- ジャンゴ・ラインハルト - Belleville
- ベニー・グッドマン - Blue Skies
- ビング・クロスビー - By The Light Of The Silvery Moon
- Frankie Trumbauer - Clarinet Marmelade
- ジョニー・ドッズ - Come On And Stomp Stomp Stomp
- Joe Venuti and Eddie Lang - Goin' Places
- クリフ・エドワーズ - Good Little Bad Little You
- キャブ・キャロウェイ - Happy Feet
- Frank Trumbauer and His Orchestra - Riverboat Shuffle
- Joe Venuti and Eddie Lang - Stringing The Blues
- The Ink Spots - The Best Things In Life Are Free
- ジャンゴ・ラインハルト - You're Driving Me Crazy

(1951年)
- ディーン・マーティン - That's Amore
- ディーン・マーティン - Ain't That a Kick in the Head?
- フランキー・レイン - Jezebel (song)
- ルイ・プリマ - When You're Smiling
- ルイ・プリマ - Oh Marie
- ルイ・プリマ - Pennies From Heaven（君微笑めば）
- ローズマリー・クルーニー - Mambo Italiano
- Varetta Dillard - Mercy Mr. Percy

### Delta Radio
(1945年)
- ティンパニ・ファイブ - Ain't That Just Like a Woman (They'll Do it Every Time)
- Louis Jordan and His Tympany Five - Caldonia Boogie
- Louis Jordan & His Tympany Five - Choo Choo Ch'boogie
- Arnold Moore - Did You Ever Love A Woman
- キャブ・キャロウェイ - Everybody Eats When They Come To My House
- Louis Jordan and His Tympany Five - Friendship
- Peetie Wheatstraw - Gangster's Blues
- Louis Jordan and His Tympany Five - G.I. Jive
- Les Paul - I Can't Lose With The Stuff I Use
- Jack McVea - Inflation Blues
- Varetta Dillard - Mercy Mr. Percy
- Louis Jordan and His Tympany Five - Open the Door, Richard
- Ike Carpenter Orchestra - Pachuko Hop
- Louis Jordan and His Tympany Five - Ration Blues
- Hal Singer - ロック・アラウンド・ザ・クロック
- Louis Jordan and His Tympany Five - That Chick's Too Young to Fry
- Floyd Dixon - That'll Get It
- ファッツ・ドミノ - The Fat Man
- Louis Jordan and His Tympany Five - What's the Use of Getting Sober (When You Gonna Get Drunk Again)

(1951年)
- ファッツ・ドミノ - Ain't that a Shame
- ボ・ディドリー - Bo Diddley
- ジョン・リー・フッカー - Boom Boom
- ザ・コースターズ - Framed
- マディ・ウォーターズ - Got My Mojo Working
- ドリフターズ (アメリカ) - Honey Love
- スクリーミン・ジェイ・ホーキンズ - I Put a Spell on You
- The Five Satins - In the Still of the Night
- リトル・リチャード  - Keep A-Knockin'
- The Five Keys - Ling, Ting, Tong
- リトル・リチャード - Long Tall Sally
- リトル・リチャード - Lucille
- マディ・ウォーターズ - Mannish Boy
- チャック・ベリー - Nadine
- チャック・ベリー - No Particular Place To Go
- The Coasters - One Kiss Led to Another
- ジャッキー・ウィルソン (ミュージシャン) - Rags to Riches
- ハウリン・ウルフ - Smokestack Lightning
- The Cadillacs - Speedo
- ボ・ディドリー - Who Do You Love

## コレクターズ・エディション
2010年5月26日に発売が発表された。
- ケースがスチールブック仕様
- Made Man パック - 2つの車、2つのスーツが手に入るゲーム内ダウンロードコンテンツ。
- The Betrayal of Jimmy - ジミーという人物が主人公になり、フリーライドが可能で暗殺・店舗の破壊・自動車の窃盗などを行うミッションが収録されているダウンロードコンテンツ。
- ハードカバーアートブック（100ページ）
- Mafia IIサウンドトラックCD - プラハのフィルムハーモニック管弦楽団による演奏
- 舞台となる都市、エンパイア・ベイのマップ

## デモ版
- 2010年8月10日、体験版の配信が開始された。
- 1つのミッションがプレイできる。
- ドライブできる範囲は街の一部に制限されており、後半では銃撃戦がある。
- ダイナー、ガスステーション、武器屋、整備工場の利用が可能。
- 自宅を出てから10分の時間制限がある。
- Xbox 360版は、日本のマーケットプレースで配信されていない。

## DLC
北米版のほか日本語版が配信されていたが、Mafia3が発売された後は削除された。現在は後述するリマスター版のMafia II: Definitive Edition (Mafia II:DE、コンプリート・エディション)を購入すると、ヴィトの衣装や車など他のDLCと共に入手できる。
The Betrayal of Jimmy追加シナリオ。ジミーという傭兵が主人公。
Jimmy's Vendetta追加シナリオ。ジミーが刑務所を脱獄するところから物語が始まる。
Joe's Adventures追加シナリオ。ジョーが主人公である。ヴィトが服役中の出来事がジョーの視点から描かれている。車が一台、ラジオから流れる曲が数曲追加されている。
これら追加シナリオでは郊外のカルバーダムとそこへ通じる道路もがマップに追加されている。

## 日本語版
- PS3版とXbox 360版は2010年11月11日に発売。
- PC版は2011年3月18日に発売。

## リマスター版
2020年5月に、PlayStation 4、Xbox One、steam(PC)で、HDリマスター版『マフィアII コンプリート・エディション』(Mafia II: Definitive Edition)が発売された。クラシック版で発売されたDLCが全てセットになっており、steamにてクラシック版を購入した者、又はsteamでクラシック版をアクティベーションしたユーザにはコンプリート・エディションが無料配布される。前作のフルリメイク作である『マフィア コンプリート・エディション』(Mafia: Definitive Edition)と続編『マフィア III』をセットにした『マフィア  トリロジー・パック』も同年に発売されている。

### Mafia: Definitive Editonとの共通場面における相違
一作目のMafia: The City of Lost HeavenとMafia IIクラシックには共通して、ヴィトとジョーが初代主人公のトミー・アンジェロに会いに行く場面がある。これは一作目のリメイク作品であるMafia:DEと、本作のリマスター版であるMafia II:DEも同じ。
しかし同時期に発売された二つのDEの同じ場面でも、登場人物の造形や演出など描かれ方に違いがある。理由はMafia:DEが一作目を完全に作り直したリメイク作品であるのに対し、Mafia II:DEはクラシック版のデータを元にしたリマスター作品であることから。Mafia:DEは人物を始めとするグラフィックを一から新たに作っている他、シナリオ面でも基本的には一作目を踏襲しながらも、登場人物の考え方、演出、場面の描き方などの変更が加えられている。これに対しMafia II:DEはクラシック版のデータやシナリオを土台にしているので、DEでも人物造形やシナリオなどは昔のままで変更がない、つまりそれらは一作目からの流れに準拠している。
二つのDEの具体的な相違点は以下の通り。
トミーの風貌が異なるリマスターであるMafia II:DEの造形はクラシックのデータを使っていることから、トミーの風貌も一作目に準拠したクラシックのものがそのまま使われている。それに対しMafia:DEでは全登場人物を新たに造形しており、トミーの風貌も一作目とは大きく変わっている。
トミーの表情や仕草が異なっているMafia II:DEのトミーの表情や仕草はクラシックそのままであり、これは一作目の同じシーンに準拠したものである。一方でMafia:DEのシナリオは一作目を土台にしつつも変更が加えられ、キャラクターの心理や考え方も変わり演出もそれに応じたものになっている。
ヴィトの態度が異なるヴィトがトミーに話しかける時の態度は、Mafia II:DEでは腰に手を当てたラフなものである。それに対してMafia:DEではトミーの変化に合わせるように、ヴィトは背筋を伸ばし手を前に組む慇懃な態度になった。
トミーの家族の有無一作目での当該場面の登場人物はトミー、ヴィト、ジョーの三人(+後ろの通行人)であったことから、クラシック、そしてそのデータを流用したMafia II:DEも同様に三人が登場する。それに対しMafia:DEではシナリオが変更になり、トミーの妻であるサラと息子、娘、婿の四人が登場しサラのセリフも加えられた。
上記のような相違点がある一方で、一作目の同シーンでは造形がMafia IIとは異なっていたヴィトとジョーは、Mafia:DEではMafia IIに基いて作り直されている。

## 続編
- マフィア III

舞台がニューオーリンズとなりベトナム戦争の帰還兵で黒人と白人のハーフであるリンカーン・クレイが主人公。2016年10月27日発売。